# 布里斯本市政府

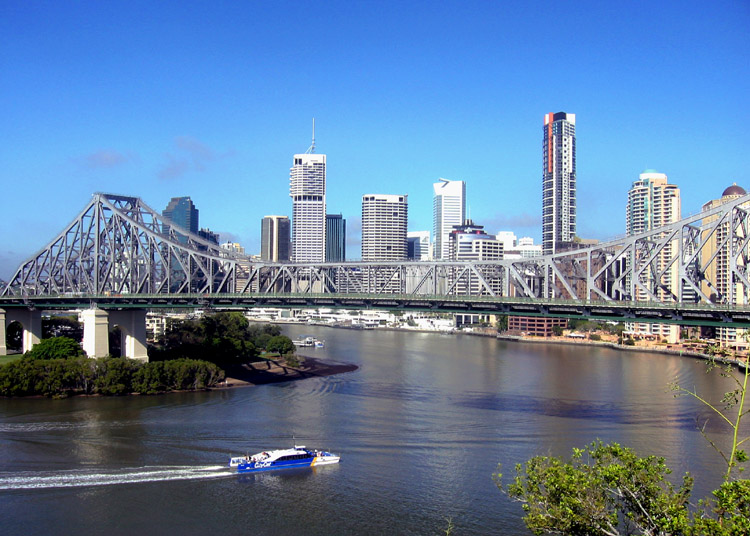
從故事橋（Story Bridge）西望布里斯本市中心（CBD）

布里斯本市政府是個管理布里斯本市政的機關。布里斯本市乃澳大利亞昆士蘭州的首府。與澳大利亞國內其餘州府不同，布里斯本的市轄境極為廣大，範圍超出市中心之外，市民總人口約為塔斯曼尼亞州、澳大利亞首都特區和北領地的總和。市政府所統籌的款項逾澳幣30億元。
布市府初於1924年經州政府重新歸併而於次年成立。目前主要的辦公和所屬市立中央圖書館設於喬治街266號、一棟名為布里斯本廣場的大廈中。該建築落成以前，市府舊址乃位於通稱為「布里斯本行政中心」的安街69號上；市府遷址後，則更名為「北岸廣場」。市長與副市長召開市政會議和設宴地點則仍位於同時為市立布里斯本博物館與市議會相連的市政廳中。

## 歷史
布里斯本市政府乃經昆士蘭州政府於1925年裁併20個地方政府所成立，包括：
- 市：
  - 布里斯本
  - 南布里斯本
- 鎮：
  - 漢米爾頓
  - 綺色佳
  - 沙門
  - 圖翁
  - 溫莎
  - 威嫩
- 郡：
  - Balmoral
  - 貝爾蒙
  - Coorparoo
  - 伊諾給拉
  - Kedron
  - Moggill
  - Sherwood
  - Stephens
  - Taringa
  - Tingalpa
  - Toombul
  - Wooloowin
  - Yeerongpilly

## 選區
2008年3月15日，布里斯本市議員選舉的26個選區結果為：
| 選區 | 選區       | 政黨  | 市議員             |
| ---- | ---------- | ----- | ------------------ |
| 1    | 布瑞肯力治 | LNP   | Amanda Cooper      |
| 2    | 中央       | Labor | David Hinchliffe   |
| 3    | 錢德勒     | LNP   | Adrian Schrinner   |
| 4    | 迪鞏       | Labor | Victoria Newton    |
| 5    | 度柏       | Labor | John Campbell      |
| 6    | 伊諾給拉   | LNP   | Andrew Wines       |
| 7    | 漢米爾頓   | LNP   | David McLachlan    |
| 8    | 荷蘭園     | LNP   | Ian McKenzie       |
| 9    | 建寶利     | LNP   | Matthew Bourke     |
| 10   | 卡瑞華沙   | Labor | Gail MacPherson    |
| 11   | 麥奎格     | LNP   | Graham Quirk       |
| 12   | 瑪錢       | LNP   | Fiona King         |
| 13   | 麥杜渥     | LNP   | Norm Wyndham       |
| 14   | 木蘆卡     | Labor | Steve Griffiths    |
| 15   | 朝陽       | Labor | Shayne Sutton      |
| 16   | 北門       | Labor | Kim Flesser        |
| 17   | 帕金森     | LNP   | Angela Owen-Taylor |
| 18   | 樸倫威爾   | LNP   | Margaret de Wit    |
| 19   | 沃野       | Labor | Milton Dick        |
| 20   | 田尼森     | LNP   | Nicole Johnston    |
| 21   | 加霸       | Labor | Helen Abrahams     |
| 22   | 山口       | LNP   | Geraldine Knapp    |
| 23   | 圖翁       | LNP   | Peter Matic        |
| 24   | 華特泰勒   | LNP   | Jane Prentice      |
| 25   | 維廈       | LNP   | Krista Adams       |
| 26   | 威嫩曼利   | Labor | Peter Cumming      |

## 姊妹市
布里斯本有7個姊妹市：
- 日本神戶（July 1985）
- 紐西蘭 奧克蘭（August 1988）
- 中華人民共和國深圳（June 1992）
- 印尼, 三寶瓏（January 1993）
- 中華民國(台灣)高雄市（September 1997）
- 大韓民國大田市（June 2002）
- 中華人民共和國重慶市（October 2005）
- 阿拉伯聯合大公國阿布達比（February 2009）

1995年，布里斯本市政府由於法國總統席哈克命令法軍於太平洋試驗核子彈，為表抗議而全面終止了與尼斯的姊妹市關係。目前布里斯本尚未與南美、北美、非洲和歐洲城市締結姊妹市關係。

## 外部連結
- 布里斯本市政府 官方網站 （页面存档备份，存于）
- 布里斯本市政府 組織編制架構[永久]
- 布里斯本 社區導覽
- 布里斯本市政府 官方網站設計者與內部網路